# Markku Salo
Markku Juhani Salo, född 20 januari 1954 i Nokia, är en finländsk industriformgivare och glaskonstnär.
Markku Salo studerade 1974 vid konstskolan i Kankaanpää och 1975–1979 vid Konstindustriella högskolan i Helsingfors. Han var 1979–1982 formgivare vid Salora och Iittala-Notsjö, sedermera Hackman Designor från 1983. Efter att först ha arbetat huvudsakligen med plast övergick Salo i början av 1980-talet helt till glas. Han har formgett både bruksglas och konstglas, de senare ofta med klara färgaccenter och grafisk dekor.
År 2015 tilldelades han Kaj Franck-priset.

## Verk i urval
- Konstverket i talet till foajén i Malms kulturhus, Helsingfors[2]